# 텍사스 아디오스
《텍사스 아디오스》(Texas addios, 이탈리아어: Texas, addio)는 1966년에 공개한 이탈리아, 스페인의 영화이다.

## 캐스팅

### 주연
- 프랑코 네로 : 버트 설리번 역
- 알버트 델아쿠아 : 짐 설리번 역
- 엘리사 몬테스 : 몰라타 걸 역
- 조시 가디올라 : 맥리오드 역
- 리비오 로렌존 : 알칼데 미구엘 역
- 휴고 블랑코 : 페드로 역

### 조연
- 루이지 피스틸리 : 헤르난데스 역
- 지노 퍼니스 : 은행 직원 역
- 레모 드 안젤리스 : 후안 역
- 마리오 노벨리
- 안토넬라 머지아 : 버트의 어머니 역
- 지오반니 이반 스크라투글리아 : 딕 역
- 실비나 바치 : 파키타 역

### 단역
- 호세 수아레즈 - 시스코 델가도 역